# Malchin
Malchin település Németországban, Mecklenburg-Elő-Pomeránia tartományban. Lakosainak száma 7231 fő (2023. december 31.).

## Népesség
A település népességének változása:
| Lakosok száma | 8202 | 7346 | 7403 | 7282 | 7272 | 7231 |
|               | 2012 | 2017 | 2019 | 2021 | 2022 | 2023 |